# Mancera de Arriba (kommunhuvudort)
Mancera de Arriba är en kommunhuvudort i Spanien.   Den ligger i provinsen Provincia de Ávila och regionen Kastilien och Leon, i den centrala delen av landet, 130 km väster om huvudstaden Madrid. Mancera de Arriba ligger 935 meter över havet och antalet invånare är 116.
Terrängen runt Mancera de Arriba är lite kuperad. Runt Mancera de Arriba är det mycket glesbefolkat, med 5 invånare per kvadratkilometer. Närmaste större samhälle är Peñaranda de Bracamonte, 13,0 km norr om Mancera de Arriba. Trakten runt Mancera de Arriba består till största delen av jordbruksmark.